# Lispe maroccana
Lispe maroccana este o specie de muște din genul Lispe, familia Muscidae, descrisă de Canzoneri și Giuseppe Giovanni Antonio Meneghini în anul 1966. Conform Catalogue of Life specia Lispe maroccana nu are subspecii cunoscute.